# Vandières (Meurthe i Mozela)
Vandières – miejscowość i gmina we Francji, w regionie Grand Est, w departamencie Meurthe i Mozela.
Według danych na rok 1990 gminę zamieszkiwały 942 osoby, a gęstość zaludnienia wynosiła 76 osób/km² (wśród 2335 gmin Lotaryngii Vandières plasuje się na 382. miejscu pod względem liczby ludności, natomiast pod względem powierzchni na miejscu 456.).